# جون بي تاونسند
جون بي تاونسند (بالإنجليزية: John P. Townsend)‏ هو اقتصادي أمريكي، ولد في 1832 في ميدلبوري في الولايات المتحدة، وتوفي في 10 سبتمبر 1898 في تاريتاون في الولايات المتحدة.